# 喬治·盧基
乔治·弗朗西斯·卢基（英語：George Francis Lucki，1957年11月11日—），加拿大研究硕士，皇家精神科医学院院士，皇家文艺学会会员。为艾爾伯塔省埃德蒙顿地区一位波兰裔加拿大心理学顾问。

## 教育
1978年，卢基在多倫多大學的圣米歇尔学院完成理学学士的学习。1980年，卢基在波兰的天主教卢布林大学获得心理学及哲学的研究硕士学位。2016年，卢基获得了法学硕士学位。

## 荣誉及成就
- 专业护理奖（加拿大心理健康协会CMHA（英语：Canadian_Mental_Health_Association），2000)[3][4]
- 全国杰出服务奖（加拿大心理健康协会CMHA（英语：Canadian_Mental_Health_Association），2002)[3][4]
- 圣迈克尔勋章（2003）[3][4]
- 骑士，耶路撒冷圣墓的马术勋章（2007）[3][4]
- 肯塔基上校荣誉称号（2009）[3][4]
- 信仰与理性学术协会成员（华沙主教斯特凡·威索齐因斯基大学，2011）[3][4]
- 女王伊丽莎白二世钻石银禧奖章（2012）[3][4]
- 骑士指挥官，耶路撒冷圣墓的马术勋章（2007）[3][4]
- 皇家文艺学会会员（2013）[3][4]
- 朝圣者壳牌装饰（2015）[3][4]
- 波兰文化贡献功勋（2016）[3][4]